# Jarod
Jarod är en ort i Indien.   Den ligger i distriktet Vadodara och delstaten Gujarat, i den centrala delen av landet, 800 km sydväst om huvudstaden New Delhi. Jarod ligger 58 meter över havet och antalet invånare är 6 438.
Terrängen runt Jarod är mycket platt. Runt Jarod är det ganska tätbefolkat, med 239 invånare per kvadratkilometer. Närmaste större samhälle är Hālol, 15,8 km nordost om Jarod. Trakten runt Jarod består till största delen av jordbruksmark.